# Blaenau Gwent
Blaenau Gwent é uma das 22 Principal Areas (subdivisões administrativas autônomas) do País de Gales. É também um parliamentary constituency (distrito eleitoral parlamentar) e county borough (subdivisão eleitoral de Gales) Faz fronteira com Monmouthshire e Torfaen a leste, Caerphilly a oeste e Powys a norte. Suas principais cidades são: Abertillery, Brynmawr, Ebbw Vale e Tredegar.

## Governo
O borough foi formado em 1974 como um distrito do governo local de Gwent. Esse distrito era uma fusão dos distritos urbanos de Abertillery, Ebbw Vale, Nantyglo e Blaina and Tredegar, juntamente com o distrito urbano de Brynmawr e a paróquia (parish) de Llanelly em Brecknockshire.
Em 1996 a região foi reconstituída como um county borough, excluindo-se Llanelly que foi transferido para o, também recontituido, Monmouthshire. A região é agora governada pelo conselho do condado de Blaenau Gwent.